# NIO ES6
NIO ES6 – elektryczny samochód osobowy typu SUV klasy średniej produkowany pod chińską marką NIO od 2019 roku. Od 2023 roku produkowana jest druga generacja modelu.

## Pierwsza generacja

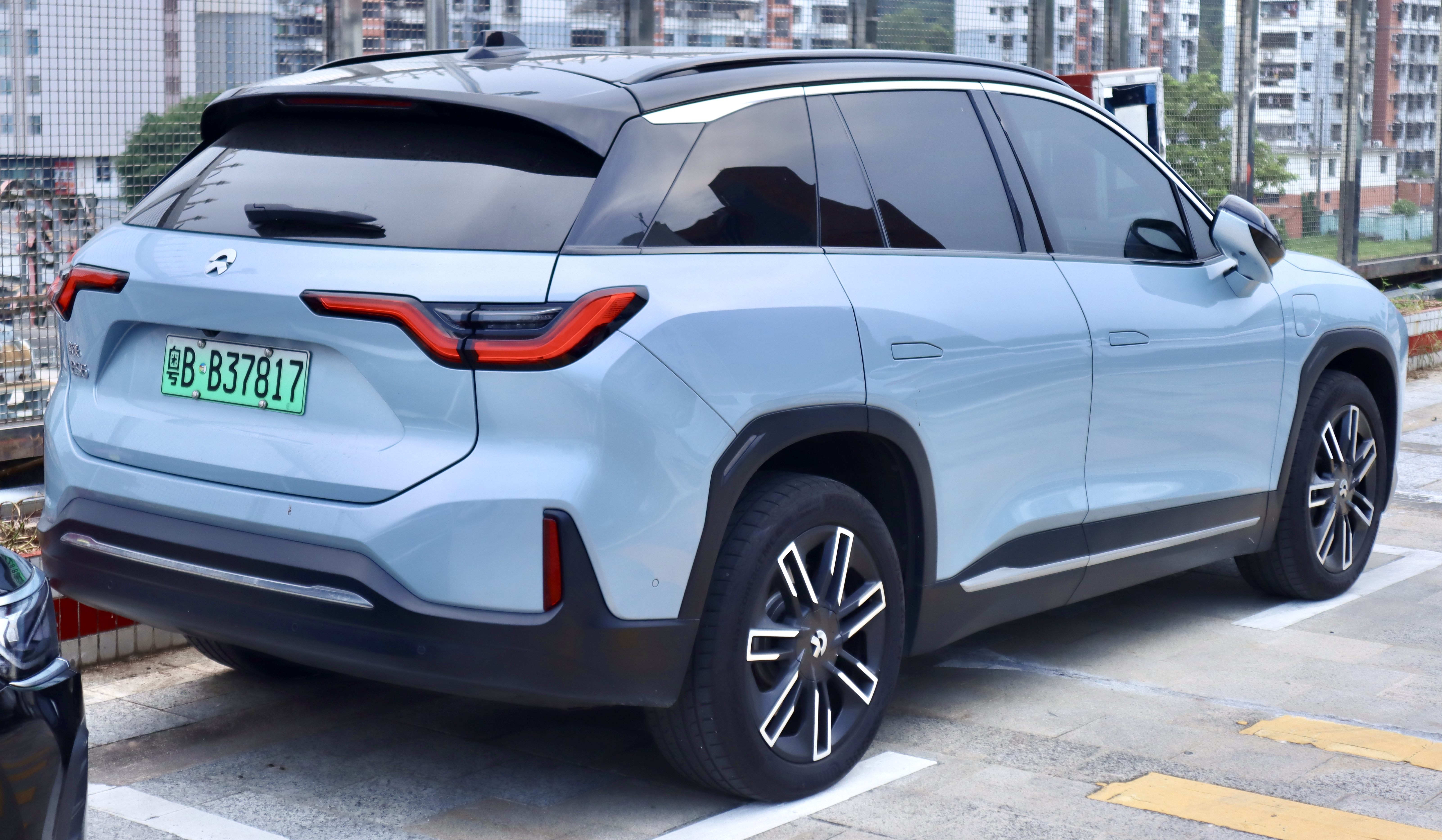
NIO ES6 I – tył

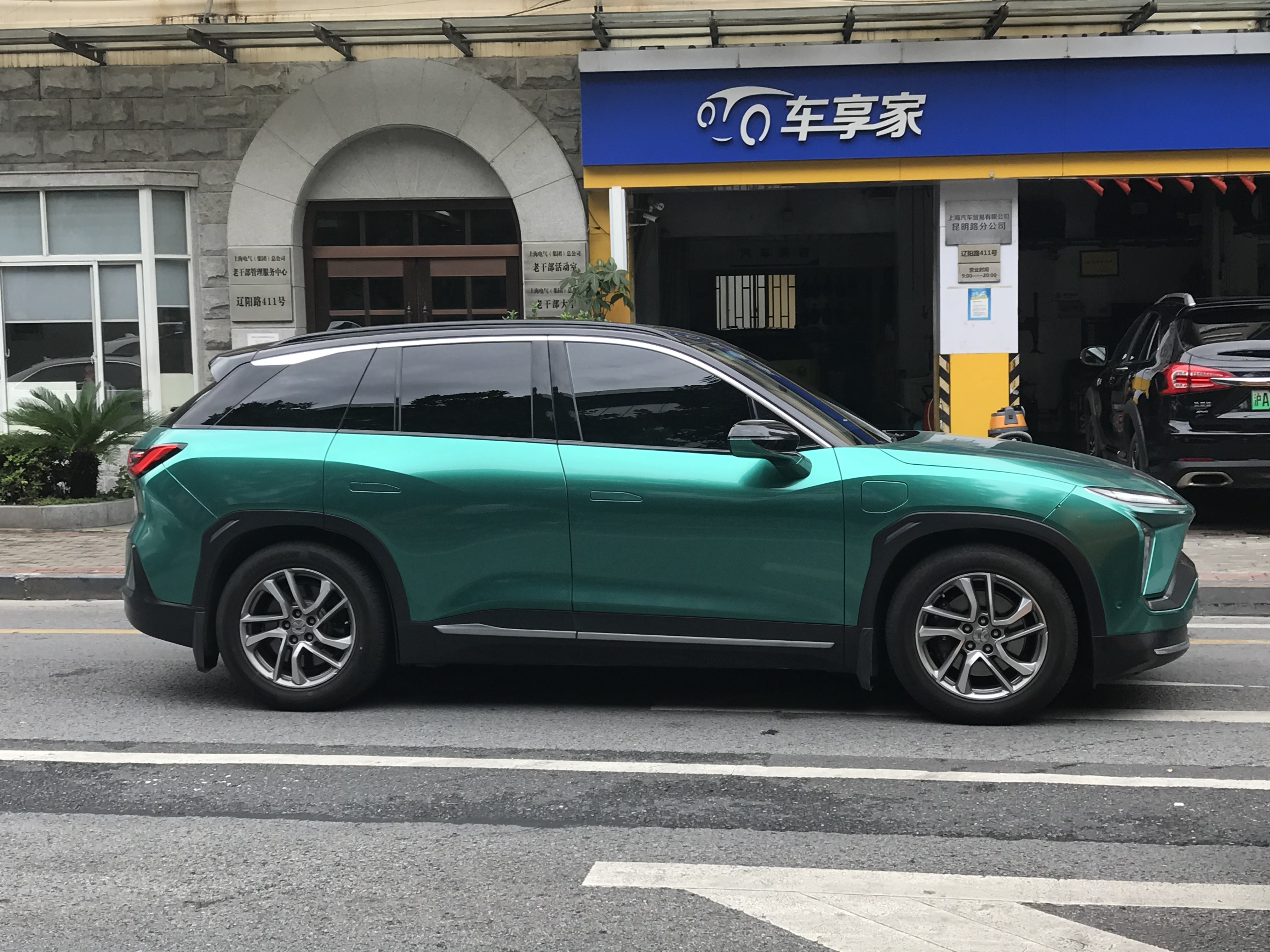
NIO ES6 I – sylwetka

NIO ES6 I został zaprezentowany po raz pierwszy w 2018 roku.
W grudniu 2018 roku NIO poszerzyło gamę o kolejnego elektrycznego SUV-a, który docelowo uplasował się w ofercie producenta poniżej droższego i większego modelu ES8. NIO ES6 rozwinęło rozwiązania stylistyczne z większego SUV-a, zysując charakterystyczny duży wlo powietrza w przednim pasie i wąskie, strzeliste reflektory wykonane technologii LED. Z tyłu znalazły się z kolei wielokształtne lampy w formacie czerwonych pasów z niewielkim, dodatkowym elementem służącym za kierunkowskazy.
Podobnie jak w przypadku większego modelu ES8, ES6 wyposażony został w masywną deskę rozdzielczą o trójmodułowym układzie tworzonym przez dwa wyświetlacze: pierwszy, pełniący funkcję wskaźników, oraz centralny o pionowym układzie. Dotykowy ekran wyróżnił się przekątną 11,3 cala, pozwalając na łączność z systemem multimedialnym NOMI AI.

### Sprzedaż
NIO ES6 jest samochodem produkowanym i oferowanym wyłącznie na wewnętrznym rynku chińskim, gdzie zdobył dużą popularność ze sprzedażą 41 tysięcy egzemplarzy w 2021 roku. Producent nie potwierdził dotychczas oficjalnie planów ekspansji na innych rynkach światowych wobec tego konkretnego modelu. 

### Dane techniczne
Układ elektryczny NIO ES6 zasilają dwa silniki elektryczne, które rozwijają łączną moc 435 KM i 610 Nm maksymalnego momentu obrotowego. W przypadku tańszego wariantu samochód wyposażony jest w baterię o pojemności 70 kWh, za to tańszy – 84 kWh. Na jednym ładowaniu NS6 przejedzie odpowiednio 410 lub 510 kilometrów. 

### EC6

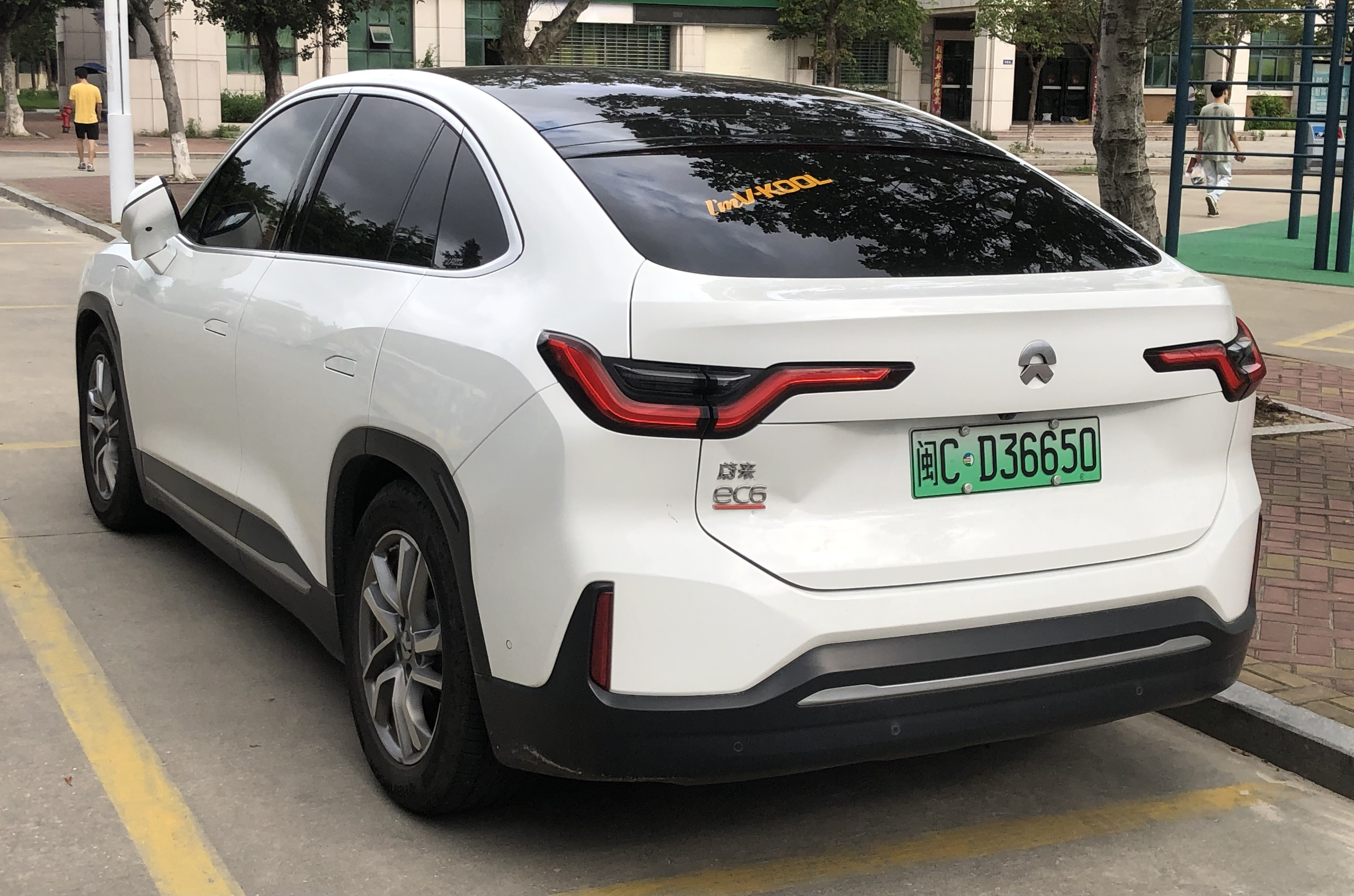
NIO EC6 I - tył

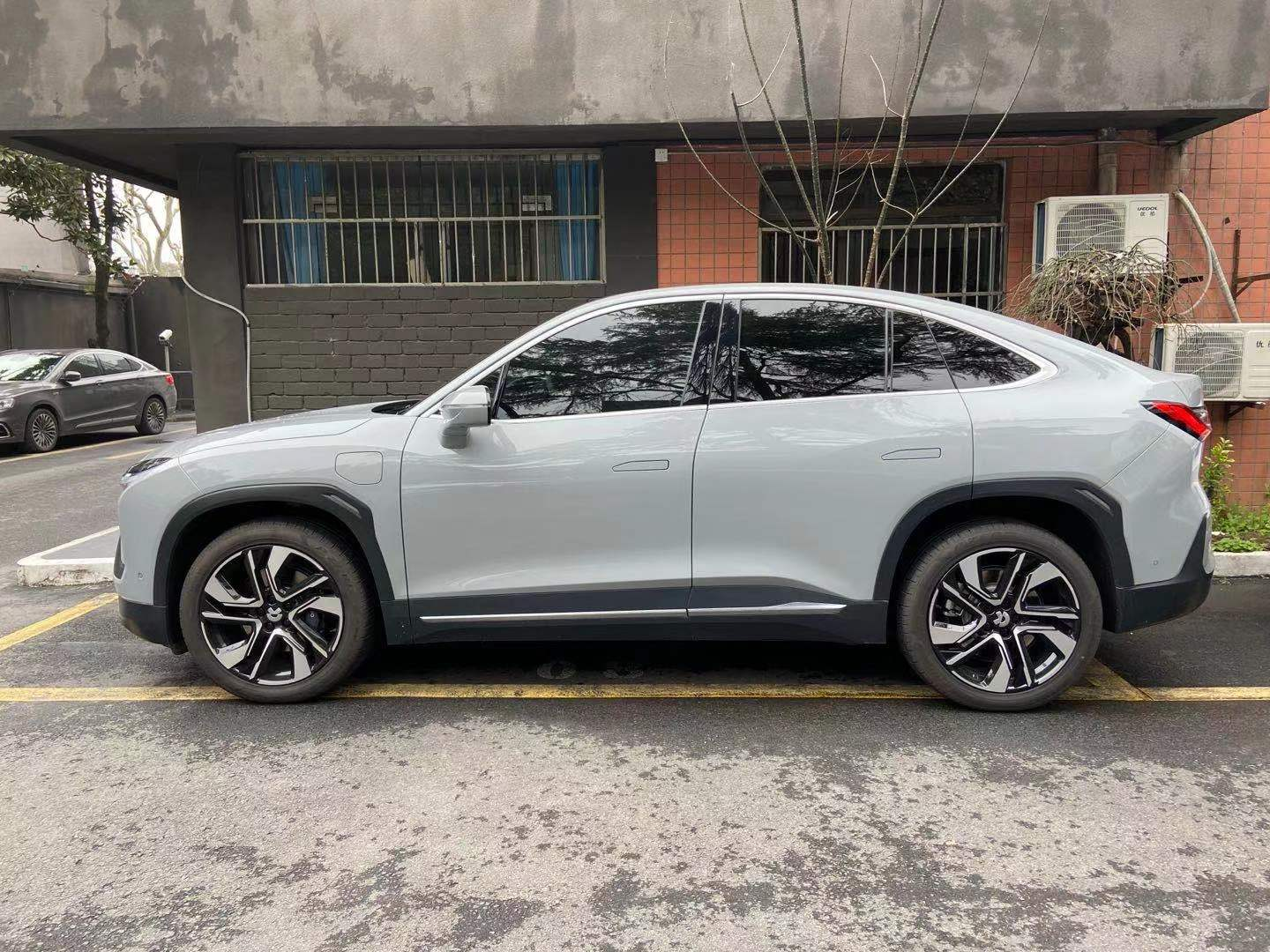
NIO EC6 I - sylwetka

NIO EC6 I został zaprezentowany po raz pierwszy w 2019 roku.
Oferta SUV-ów marki NIO została poszerzona dzięki EC6 o trzeci model. Pojazd jest de facto bardziej sportowo stylizowaną odmianą modelu ES6 w charakterze tzw. SUV-a Coupe, odróżniając się od niego gwałtownie opadającą linią dachu i stanowiąc alternatywę dla bardziej rodzinnego modelu. Identyczny pozostał zarówno wygląd pasa przedniego, jak i kabiny pasażerskiej z dużym ekranem dotykowym w centralnym punkcie kokpitu.
W ten sposób, deska rozdzielcza utrzymana została w cyfrowo-minimalistycznym projekcie, wyróżniając się ekranem w miejscu wskaźników, a także wysuniętą konsolą centralną zdominowaną przez pionowy ekran dotykowy obsługujący system multimedialny. Na szczycie deski rodzielczej umieszczono kulisty moduł asystenta kierowcy NOMI AI.

### Sprzedaż
Produkcja i sprzedaż NIO EC6 ruszyła 3 miesiące po debiucie, w lutym 2020 roku wyłącznie z myślą o lokalnym rynku chińskim. Pomimo pierwotnych zapowiedzi, samochód nie trafił do sprzedaży na innych rynkach, nie uwzględniając go ostatecznie w rozpoczętej w 2021 roku europejskiej ekspansji marki NIO.

### Dane techniczne
NIO EC6 oferowany jest w trzech wariantach napędowych, z baterią o pojemności 70, 84 lub 100 kWh. Maksymalny zasięg modelu może wynieść nawet 615 kilometrów, przy 544 KM mocy i 4,7 sekund sprintu do 100 km/h. Podstawowe 435 EC6 rozpędza się do 100 km/h w 5,1 sekundy i osiąga ok. 430 kilometrów zasięgu na jednym ładowaniu. Pojazd ma dwa silniki elektryczne, jeden z przodu i jeden z tyłu. Pojazd ładuje się od 20% do 80% w 48 minut. 13

## Druga generacja

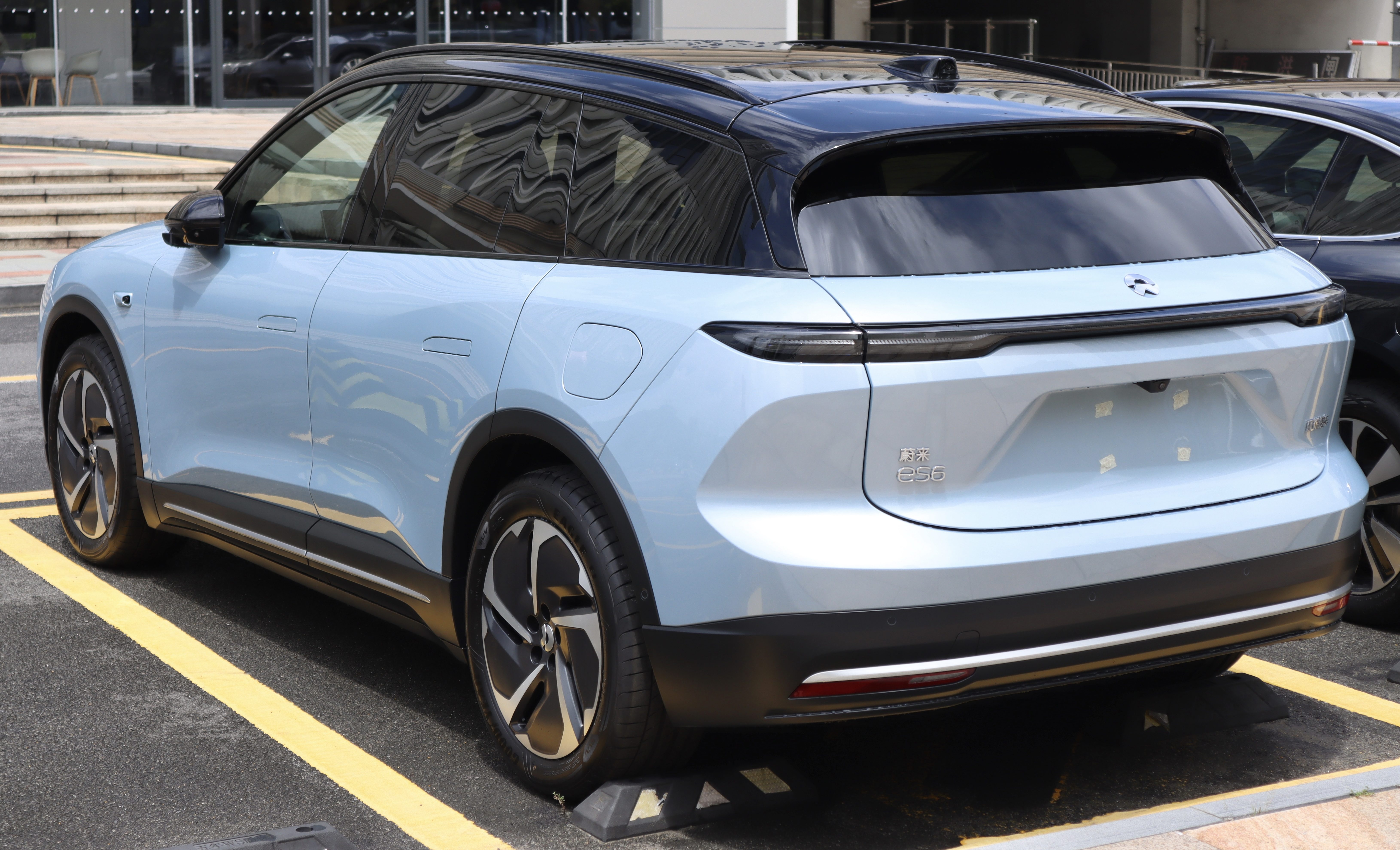
NIO ES6 II - tył

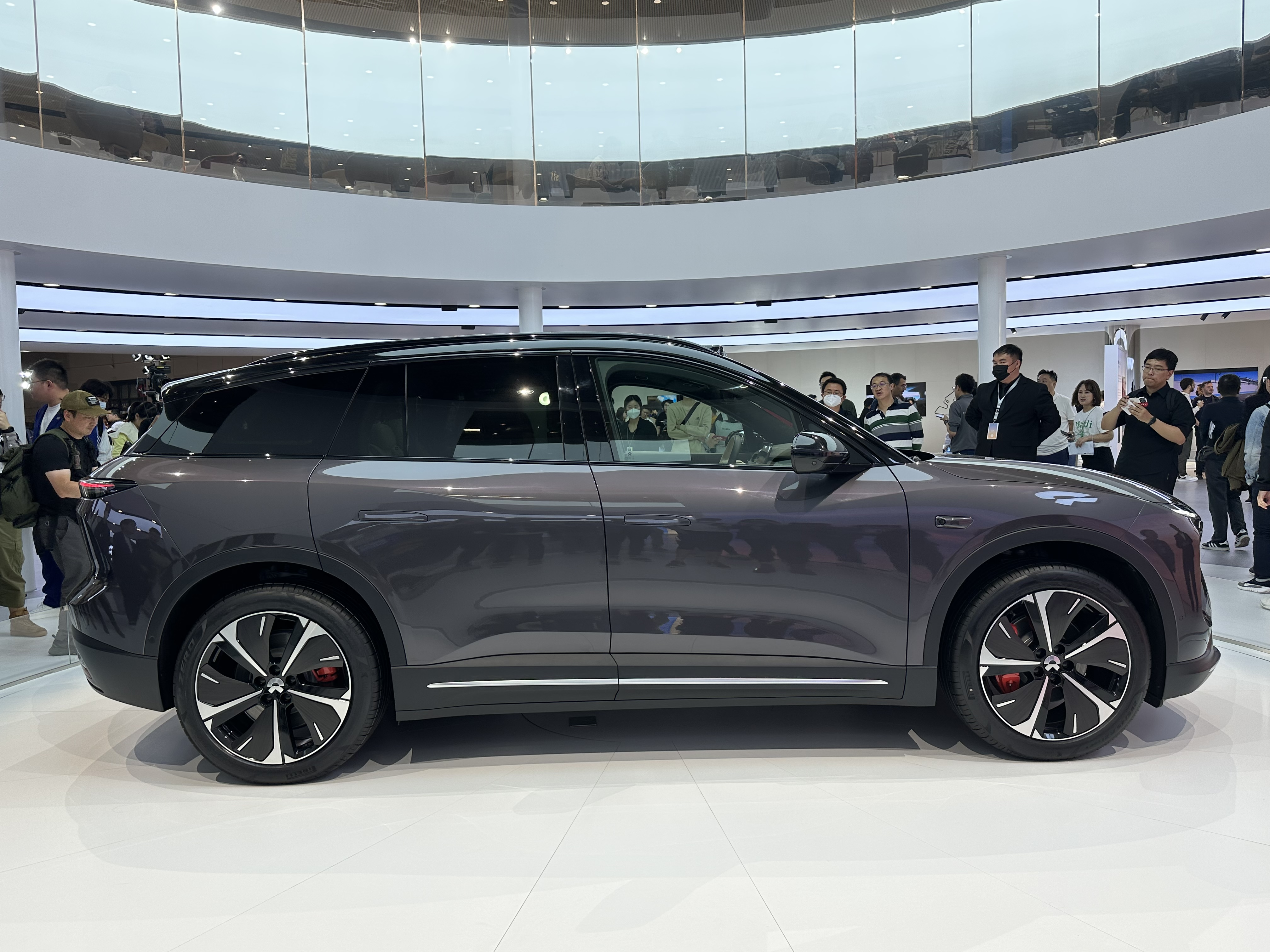
NIO ES6 II - sylwetka

NIO ES6 II został zaprezentowany po raz pierwszy w 2023 roku.
Nieco ponad 4 lata po premierze ES6 NIO zdecydowało się zastąpić dotychczas wytwarzany model zupełnie nową, drugą generacją elektrycznego SUV-a. W ten sposób wszystkie modele w gamie chińskiej firmy zostały dostosowane do nowej generacji wzornictwa i technologii, opierając się o modułową platformę NT2.0.
ES6 zostało utrzymane w estetyce Design for AD, w przeciwieństwie do poprzednika wyróżniając się smuklejszą sylwetką z mniejszą ilością plastikowych akcentów, uwypukleń i ozdobników. Dwurzędowe reflektory zyskały ostrzejsze kształty, klamki ponwonie wyposażono w system chowania, a tylne lampy połączono pasem świetlnym.

### Sprzedaż
W przeciwieństwie do poprzednika, druga generacja NIO ES6 została zbudowana z myślą o globalnych rynkach zbytu. Poza rodzimym rynkiem chińskim, gdzie rozpoczęcie zbierania zamówień miało miejsce w kwietniu 2023, pojazd pod nazwą NIO EL6 wzbogacił także ofertę firmy na wybranych rynkach zachodnioeuropejskich.

### Dane techniczne
Układ napędowy drugiej generacji ES6 utworzył ponownie układ elektryczny napędzający obie osie w wariantach mocy maksymalnej od 435 do 490 KM, ze wsparciem zaawansowanego systemu półautonomicznej jazdy. Akumulator o pojemności 70 kWh ma umożliwiać przejechanie na jednym ładowaniu ok. 482 kilometrów, obsługując autorski system wymiany baterii w dedykowanych stacjach budowanych przez NIO m.in. w Chinach i krajach Europy Zachodniej. ES6 to pierwszy model, przy okazji którego zastosowano trzecią, udoskonaloną odsłonę technologii wymiany akumulatorów.

### EC6

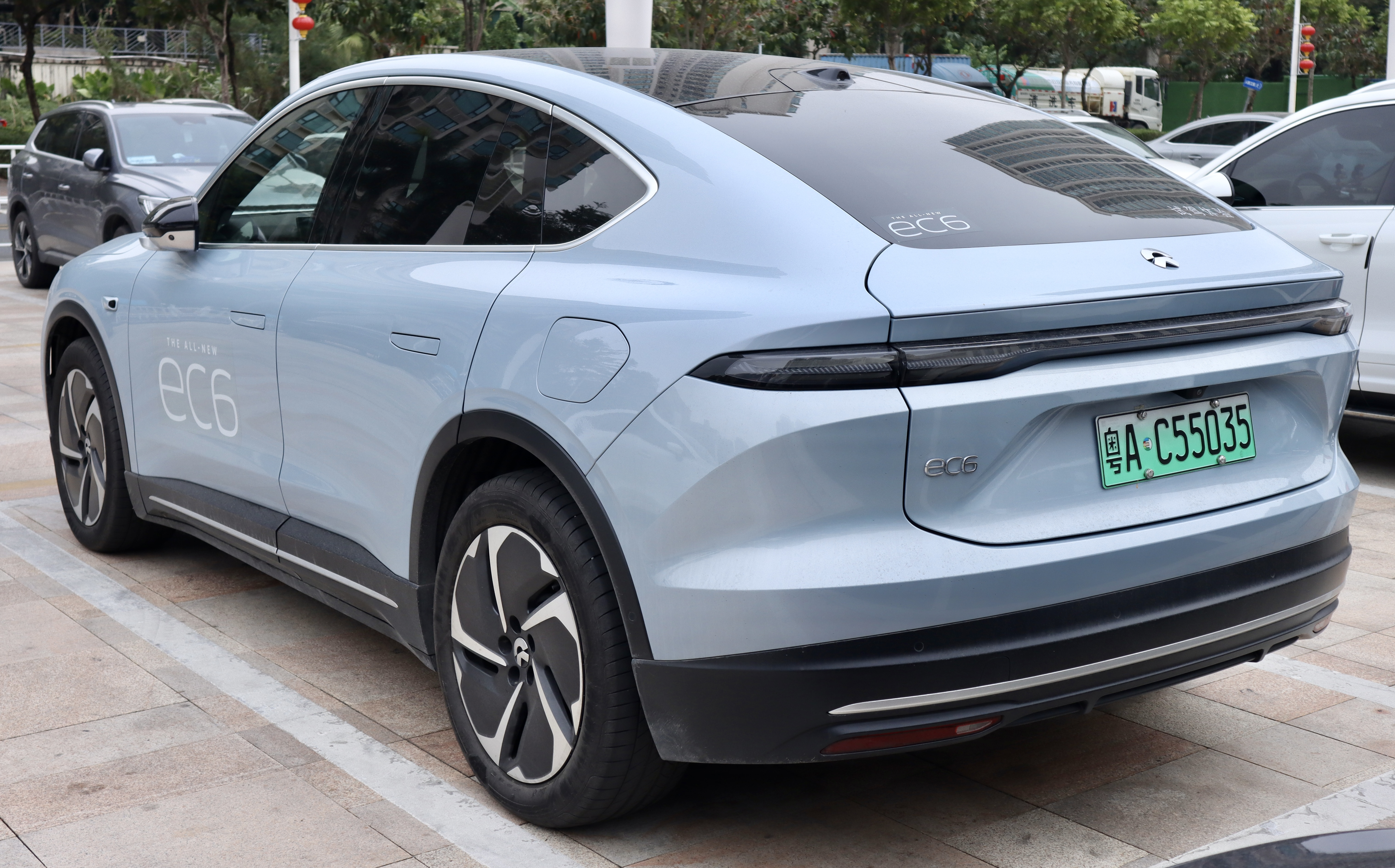
NIO EC6 II - tył

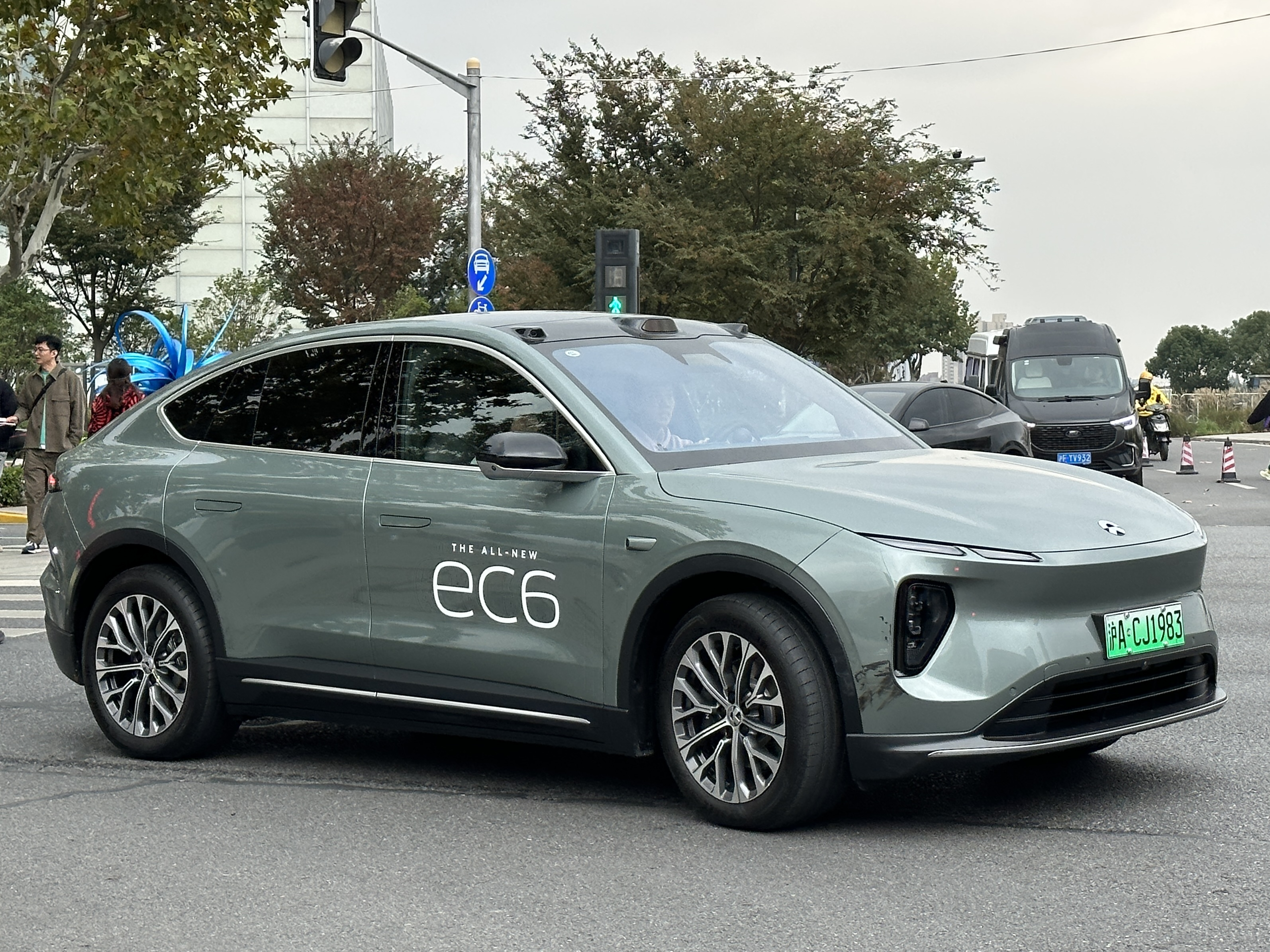
NIO EC6 II w ruchu

NIO EC6 II został zaprezentowany po raz pierwszy w 2023 roku.
Po zaledwie 3 latach od rynkowego debiutu EC6 pierwszej generacji, NIO zdecydowało się na zastąpienie dotychczas produkowanego modelu konstrukcją nowej generacji będącej ostatnim modelem w gamie adaptującym nowy język stylistyczny firmy. Podobnie jak druga generacja ES6, samochód oparty został na modułowej platformie NT2.0. Nadwozie zyskało smuklejsze proporcje, które zoptymalizowano pod kątem lepszych właściwości aerodynamicznych oraz niższego współczynnika oporu powietrza teraz wynoszącego 0,24.
Pas przedni o oszczedniejszej niż u poprzednika esteyce utworzyły dwurzędowe reflektory z charakterystycznym motywem podwójnej, przerywanej kreski w górnych kloszach. Klamki wyposażono w system chowania, a tylne lampy utworzył wąski, ulokowany przy krawędzi bagażnika pas świetlny. Tuż nad nimi znalazł się chowany spojler, a linia dachu została poprowadzona łagodnie w dół tuż za pierwszym rzędem siedzeń w ramach estetyki tzw. SUV Coupe. Dach pokryło 1,77 metrów kwadratowych szkła.
Kabina pasażerska utrzymana została w estetyce tzw. drugiego pokoju dziennego, z minimalistycznym wzornictwem łączącym łagodne barwy i oświetlenie ambiente ukryte we wnękach paneli deski rozdzielczej. Przed kierowcą znalazł się poziomy ekran cyfrowych zegarów, a na środku deski rozdzielczej - drugi, pionowy. Fotele wyposażono w rozbudowany system konfiguracji, umożliwiając odchylenie do 172 stopni.

### Sprzedaż
NIO EC6 drugiej generacji zadebiutowało w pierwszej kolejności na rodzimym rynku chińskim, trafiając do salonów sprzedaży tuż po premierze w połowie września 2023. W przeciwieństwie do klasycznego ES6, producent nie przewidział planów eksportowych do Europy.

### Dane techniczne
Drugą generację EC6 wyposażono w układ przenoszący moc na obie osie za pomocą dwóch silników elektrycznych o łącznej mocy 482 KM i prędkości maksymalnej 200 km/h. Samochód wyposażono w dwa zestawy baterii: 75 kWh oraz 100 kWh. Dla obniżenia ceny całkowitej pojazdu, klienci mogą wybrać system subskrybcji akumulatorów, które tradycyjnie dla NIO obejmują system wymiany w sieci przydrogowych stacji.